# 答志島
答志島（とうしじま）は、志摩諸島の一島で三重県鳥羽市に属する離島。東西約6キロメートル、南北約1.5キロメートル。面積約7平方キロメートルで、鳥羽湾および三重県内では最大。鳥羽市の無形民俗文化財に指定されている寝屋子制度が残る。

## 地理

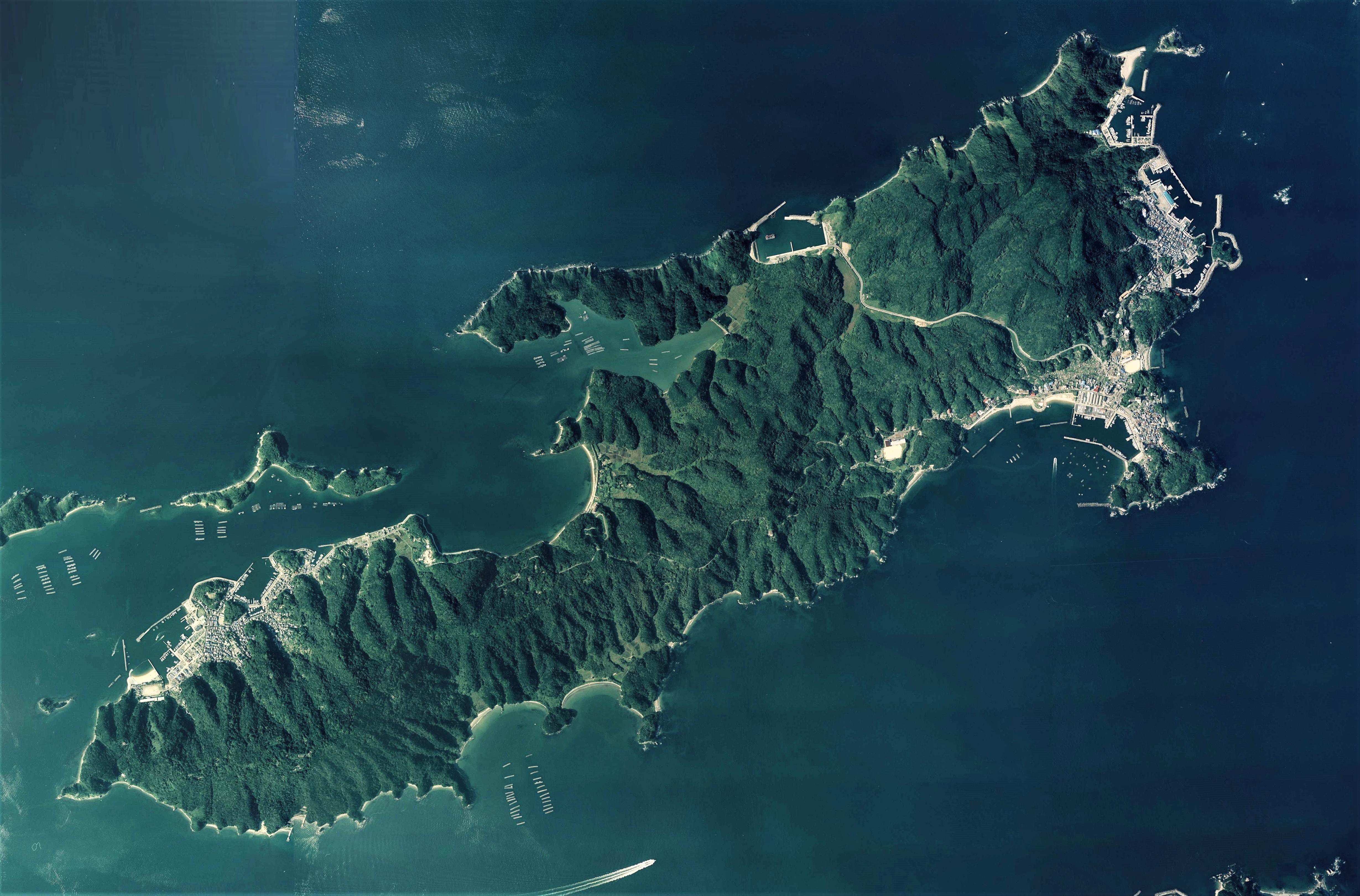
答志島の空中写真
2008年9月12日撮影の6枚を合成作成

答志島、浮島、飛島などと志摩半島の陸岸との間には桃取水道がある。桃取水道の最狭部は答志島と本土側に位置する日向島との間にある。また、答志島と菅島の間には菅島水道があり、水道の両側には多くの険礁が散在する。
- 岬：築上岬・観音崎・テンマ崎・平手崎・島ヶ崎・ブト崎・大崎
- 湾：刈谷湾

## 歴史
古くは『万葉集』にて、持統天皇の伊勢行幸にあたって都に残った柿本人麻呂により、
- 釧着く答志（手節）の崎に今日もかも大宮人の玉藻刈るらむ（巻一・41）

とよまれた地である。平城京跡から発見された和銅5年（712年）木簡にも『志摩国志摩郡手節里』、養老7年（723年）木簡に『志摩国答志郡和具』の文字がみえる。『和名抄』でも、答志郷・和具郷との名もみられる。
答志島には志摩国の国衙、または答志郡の郡衙があったとされ、その関連遺跡と推定されるおばたけ遺跡が和具集落に所在する。

### 沿革
- 1889年（明治22年）4月1日 - 町村制施行に伴い、答志郡答志村が成立。
- 1896年（明治29年）3月29日 - 答志郡と英虞郡の合併により所属郡が志摩郡に変更。
- 1897年（明治30年）5月31日 - 答志村から桃取村と菅島村が分離。
- 1954年（昭和29年）11月1日 - 昭和の大合併により、桃取村、菅島村とともに鳥羽市の一部となる。

## 集落
- 島の北東部に答志（とうし）、南東部に和具（わぐ）、北西部に桃取（ももとり）がある。
- 住所表記上は答志と和具が答志町（郵便番号：〒517-0002）、桃取が桃取町（郵便番号:〒517-0003）になる。

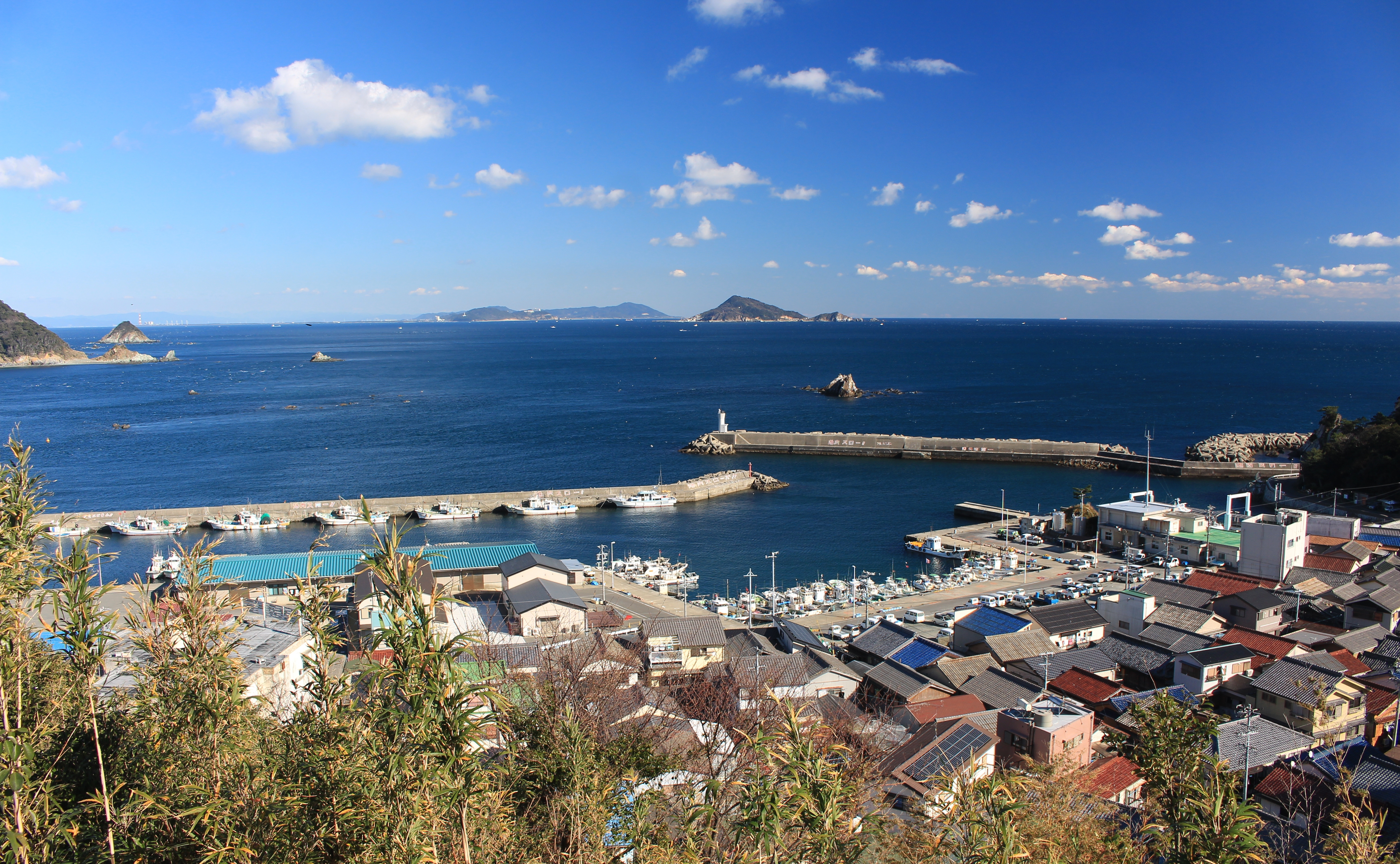
答志集落
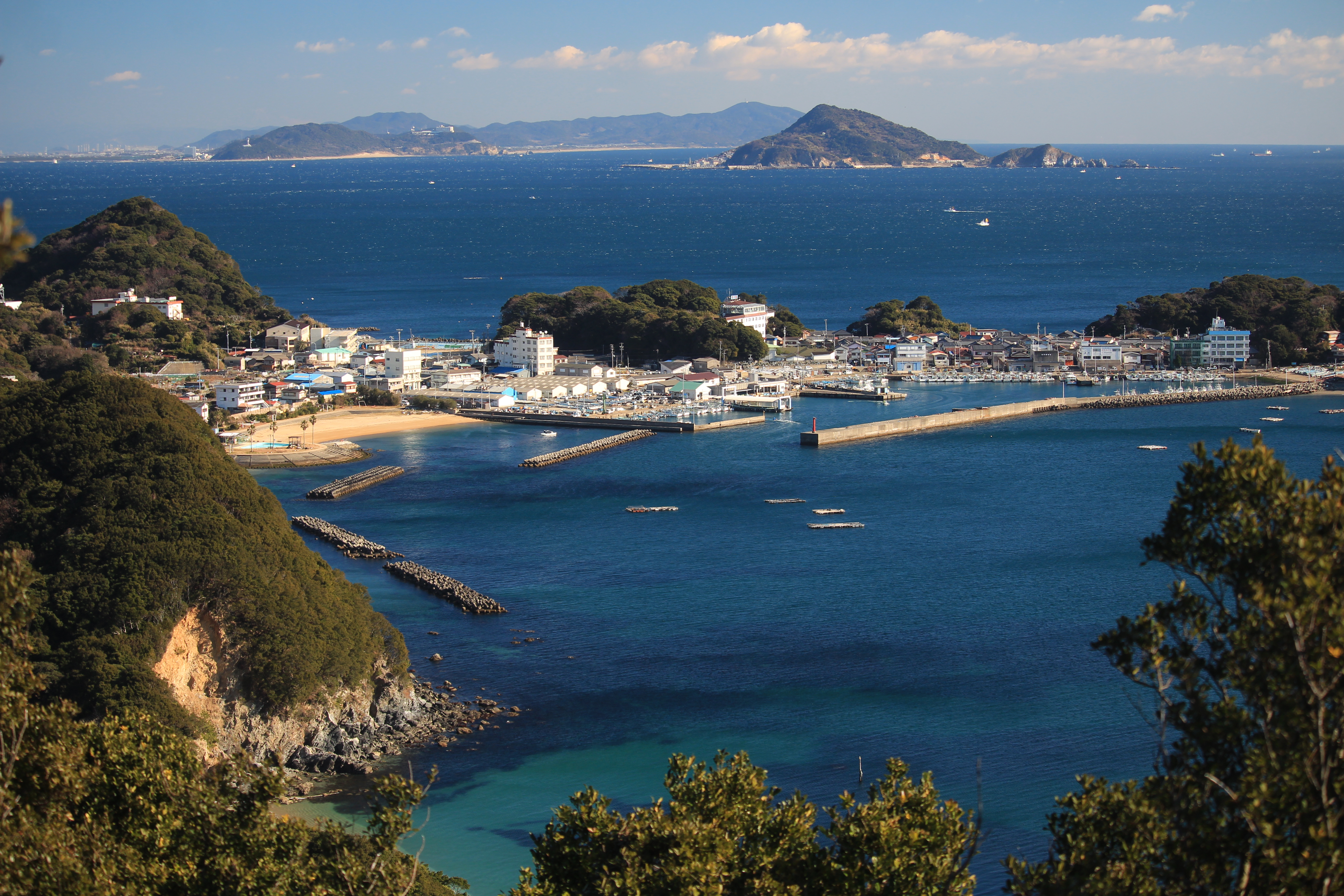
和具集落
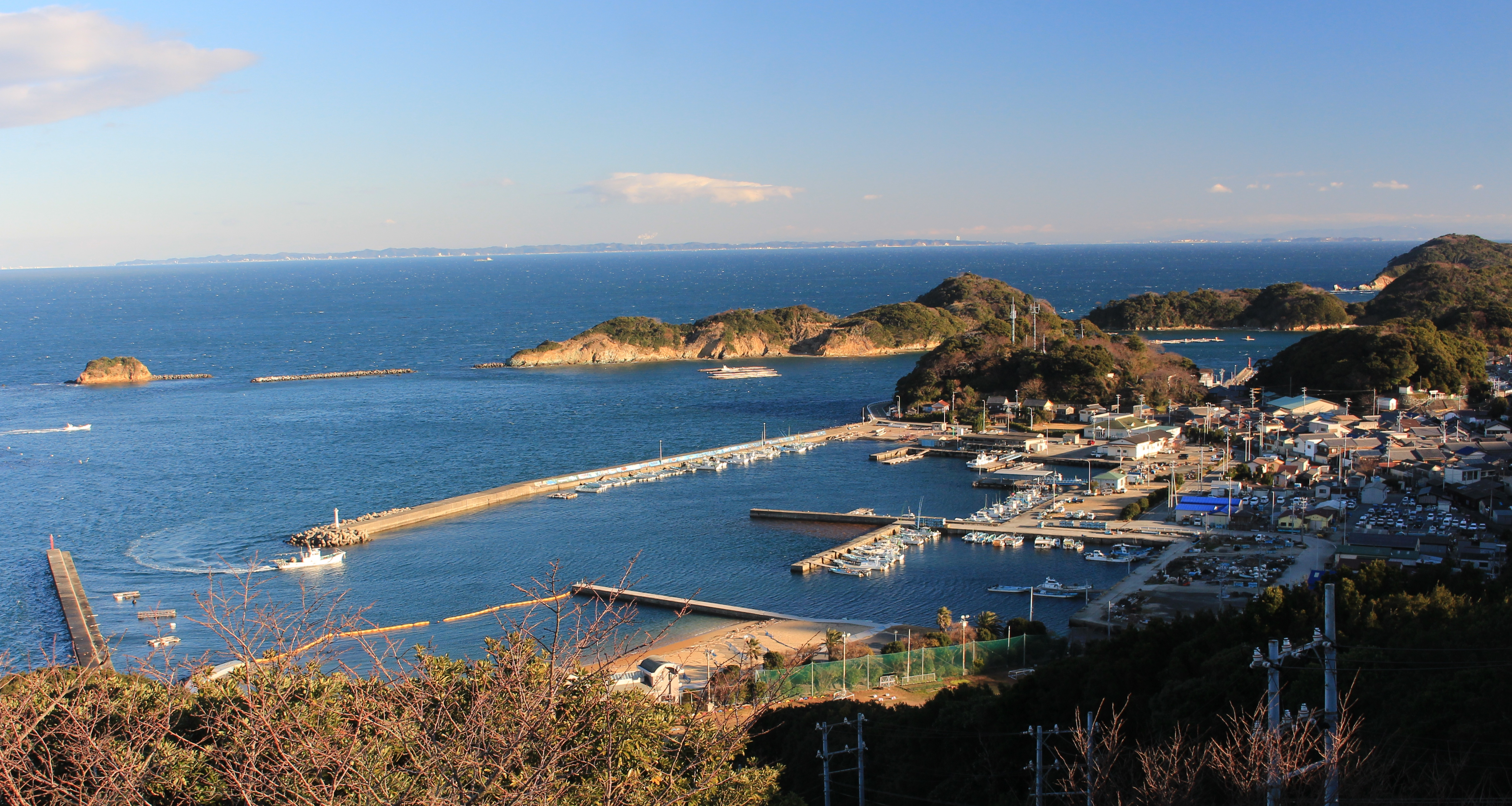
桃取集落

## 生活
島内の桃取と答志集落に郵便局がある。平日のみATMが利用可能。
- 桃取郵便局
- 鳥羽答志郵便局

## 交通

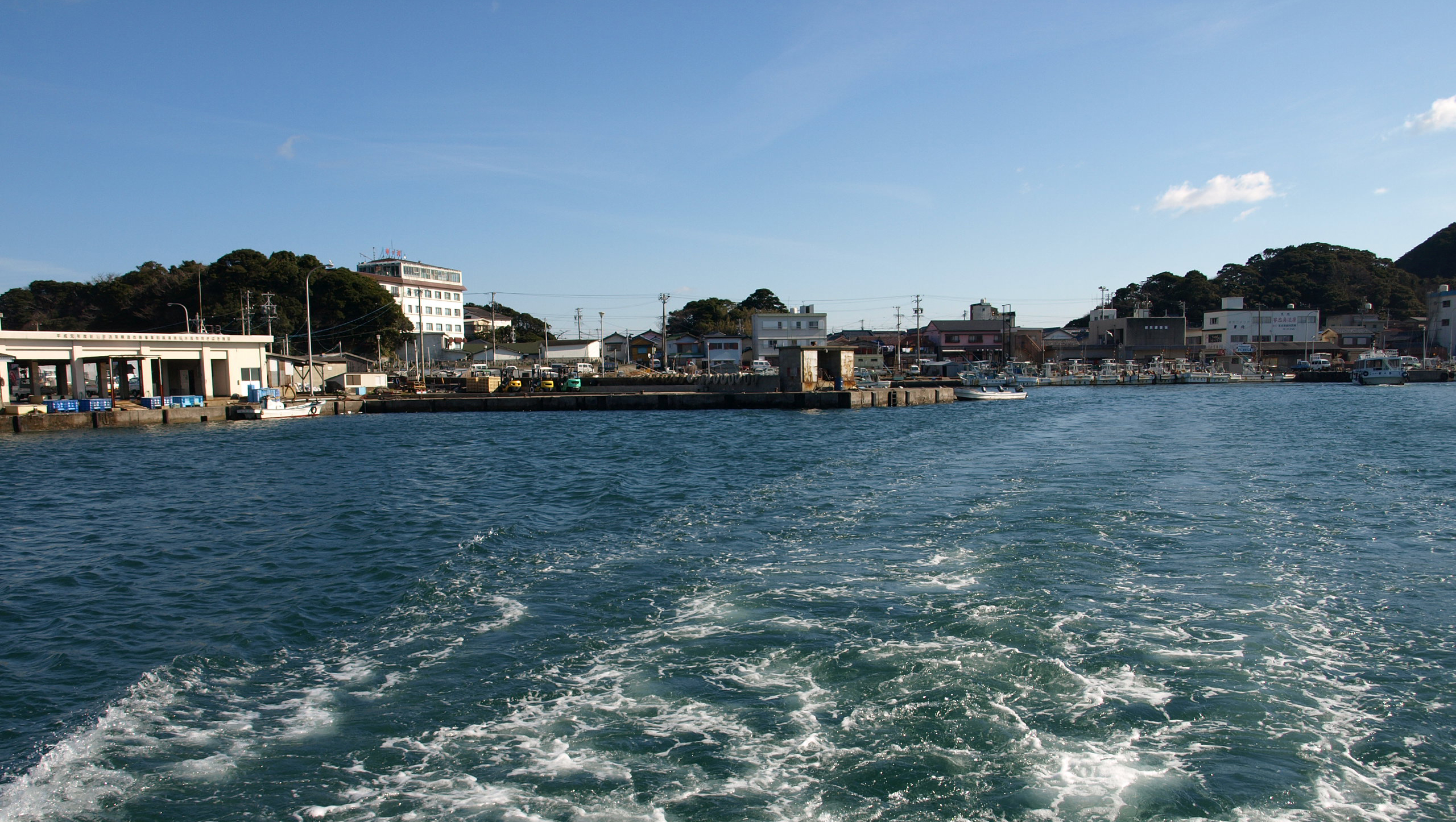
和具港

鳥羽港の佐田浜桟橋（鳥羽マリンターミナル）から、鳥羽市営定期船で北東部の答志集落まで約30分、和具まで25分。桃取まで約15分。
運賃は2019年10月現在、それぞれ答志・和具が550円と桃取まで450円。
夜間は定期連絡船が運航しておらず、、緊急時に島から出る時は漁船に乗っていくことが多い。

### 島内交通
- 三重県道759号答志桃取線（答志島スカイライン）

## 主な産業

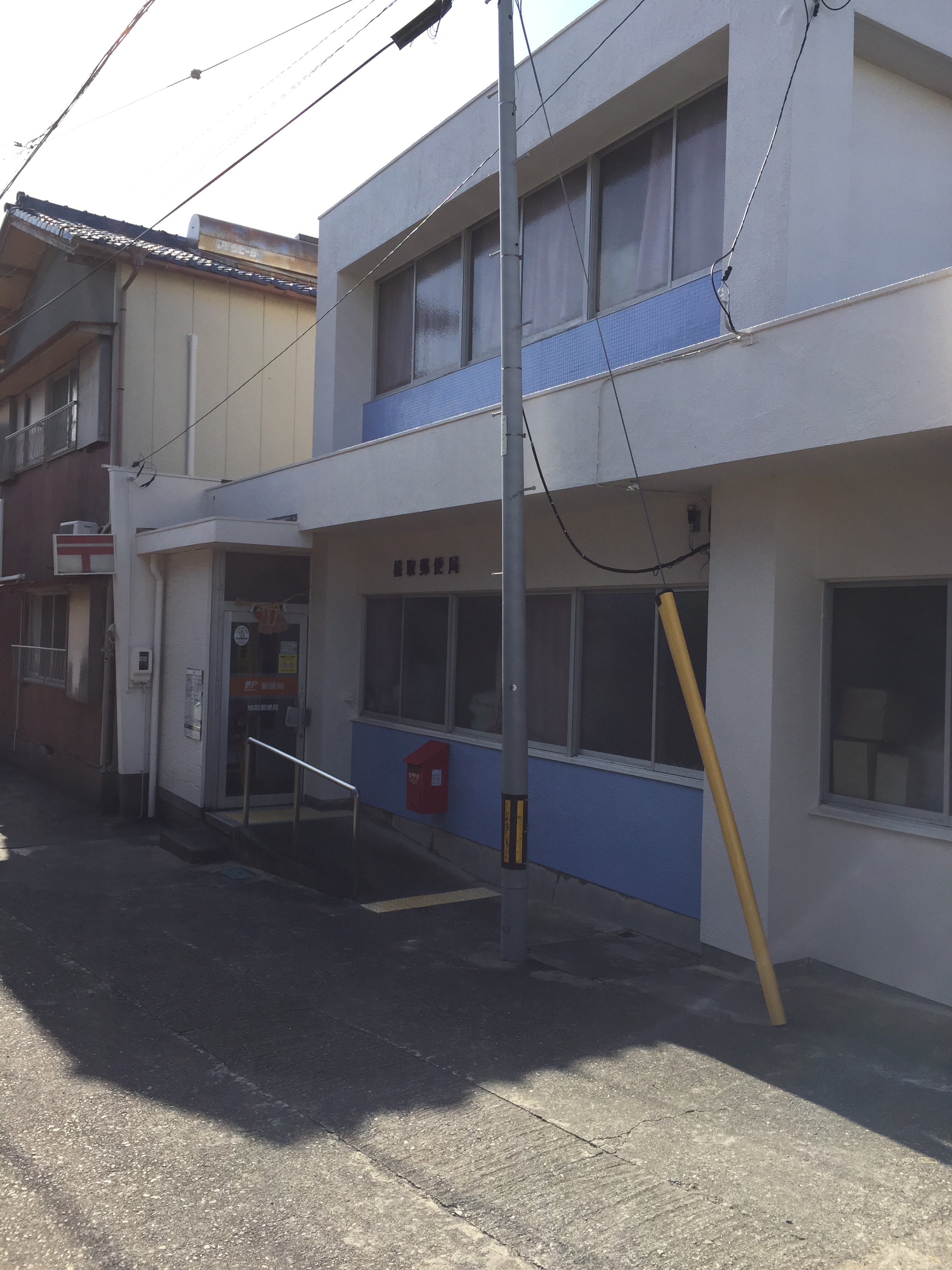
桃取郵便局

- 漁業（鳥羽磯部漁業協同組合管内）
- 養殖業
- 観光業

## 九鬼水軍
中世の九鬼水軍の本拠地。信長、秀吉に仕えて志摩地方一円に名をはせた九鬼嘉隆終焉の地。
関ヶ原の戦いで家名存続のために嘉隆が大坂の豊臣方に、子の守隆は家康の東軍について戦い、敗れる。この地で自刃した嘉隆の遺言により、自ら築城した鳥羽城を望む岬の頂きに首塚、その麓に胴塚が残されている。

## 教育

### 小学校
- 鳥羽市立答志小学校
- 鳥羽市立桃取小学校（平成29年3月廃校）

### 中学校

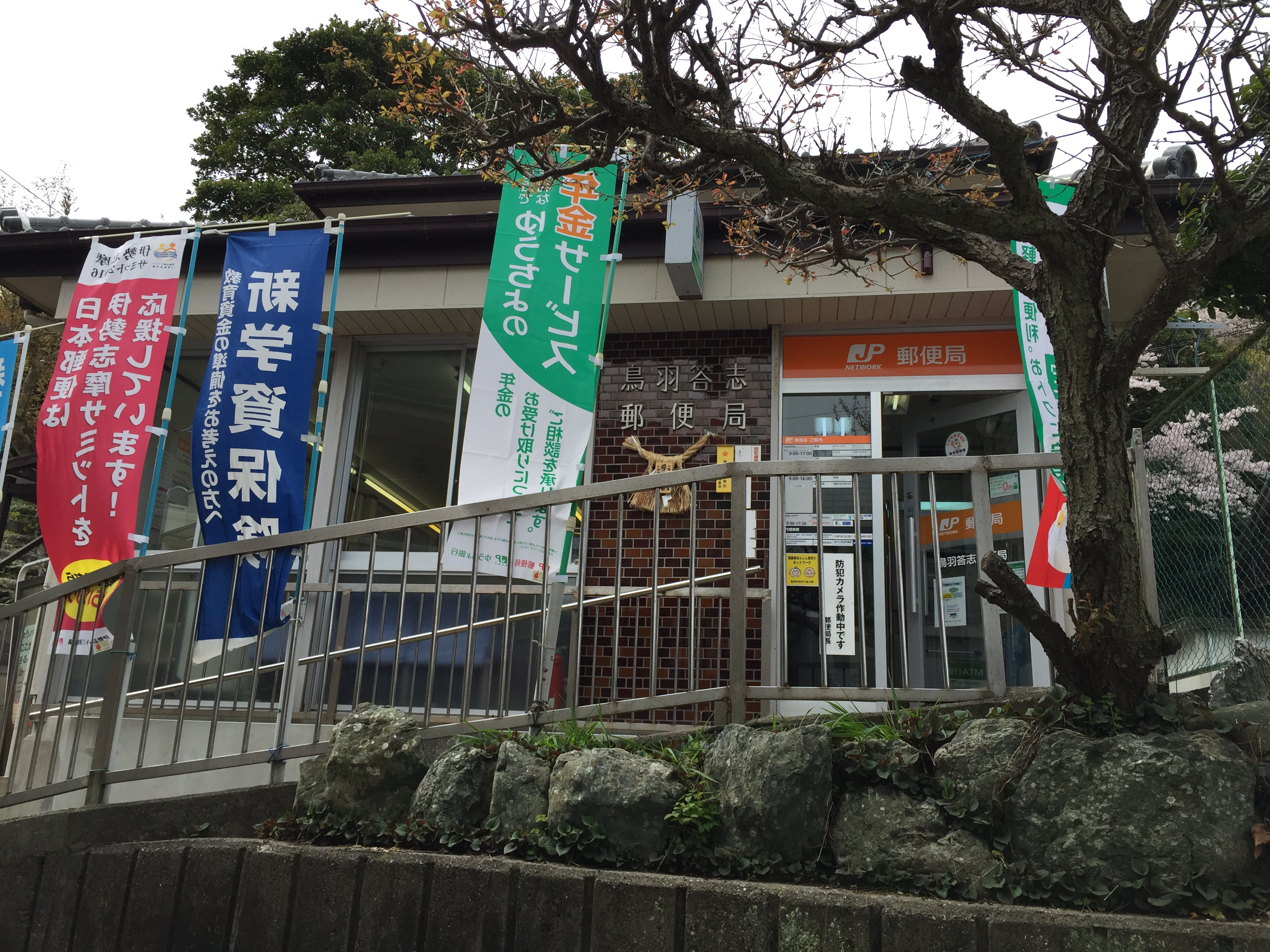
鳥羽答志郵便局

- 鳥羽市立答志中学校

## 名所・レジャー
- 蟹穴古墳
- 潮音寺
- 柿本人磨歌碑
- 和具サンシャインビーチ
- 八幡神社
- 答志島温泉

## 文化
- 鳥羽市の無形民俗文化財に指定される[1][7]寝屋子制度が残る。
- 八幡神社の炭で家の戸に印を書くと魔除けになるという独特の風習を由来とする「マルハチ（○の中に八）」の印が書かれた家や店、工場、さらには学校が答志町に多く見られる。
- 明治時代の日本の記録を記したイギリス人のリチャード・ゴードン・スミスが、当時の海女たちに会った感想を述べている[8]。
- TSJ48というアイドルグループがいる。

## 答志島を舞台とした作品
- ヤアになる日〜鳥羽・答志島パラダイス〜（NHK BSプレミアム、2012年9月30日放送[9]、NHK津放送局制作[10]）

## 出身者
- 中村幸吉 - 初代鳥羽市長[11]